# Saint Paul Capisterre
Saint Paul Capisterre är en parish i Saint Kitts och Nevis. Den ligger i den nordvästra delen av landet, 16 km nordväst om huvudstaden Basseterre. Antalet invånare är 1 882. Arean är 14,0 kvadratkilometer. Saint Paul Capesterre ligger på ön Saint Christopher.
Följande samhällen finns i Saint Paul Capesterre:
- Saint Paul's